# Marcos Ambrose

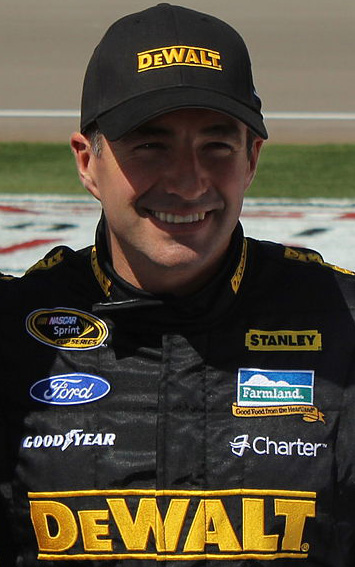
Marcos Ambrose fotografiado en 2012.

Marcos Ambrose (1 de septiembre de 1976, Launceston, Australia) es un piloto de automovilismo de velocidad australiano. Fue campeón del V8 Supercars Australiano en 2003 y 2004, y resultó tercero en 2002 y 2005.
Desde 2006 hasta 2014, compitió en los campeonatos de stock cars de la organización estadounidense NASCAR. Se lo considera un especialista en circuitos mixtos en dicha disciplina, en las que logró dos victorias y ocho top 5 en las fechas de Watkins Glen y Sears Point de la Copa NASCAR, así como cinco victorias y ocho top 5 en las carreras de Watkins Glen, Montreal y México de la NASCAR Nationwide Series.
El piloto es hijo de Ross Ambrose, cofundador del constructor de automóviles de competición Van Diemen. Ambrose ha disputado gran parte de su carrera profesional con automóviles Ford. El piloto recibió la Medalla del Deporte Australiano, la mayor distinción para los deportistas del país.

## Inicios
Ambrose compitió en karting en Tasmania, su estado natal, y más tarde en torneos nacionales. Debutó en los monoplazas en 1996, participando en la Fórmula Ford Australiana. Ese año fue cuarto, y en 1997 fue subcampeón por detrás de Garth Tander.
Con el sueño de competir en la Fórmula 1, Ambrose se trasladó a Europa en 1998 para disputar la Fórmula Ford Británica. Finalizó la temporada quinto, y tercero al año siguiente. También en 1999, fue campeón de la Eurocopa Fórmula Ford. El australiano disputó siete fechas de la Fórmula 3 Francesa, el Gran Premio de Pau y luego cuatro pruebas de la Fórmula 3 Británica, sin lograr podios.

## V8 Supercars
Ante la falta de presupuesto, Ambrose retornó a Australia en 2000 para disputar el V8 Supercars, el principal campeonato de automovilismo del país, con un Ford Falcon del equipo Stone Brothers Racing. Obtuvo la victoria en una ocasión y subió al podio en tres, aunque sin ganar ninguna carrera, y logró la pole position en los 1000 km de Bathurst, la carrera más prestigiosa del certamen. El tasmaniano terminó octavo en el campeonato como Novato del Año. En las 13 carreras de la temporada 2002 logró una victoria y cinco podios. De ese modo, terminó tercero en el campeonato, superado por Mark Skaife y Greg Murphy.
Ambrose estrenó en 2003 la nueva generación del Falcon en el equipo Stone Brothers Racing y pasó a tener como compañero de equipo al laureado Russell Ingall. El piloto ganó seis veces de trece, de modo que aventajó a Skaife y Murphy en la lucha por el campeonato y se llevó el título a la edad de 26 años. El piloto retuvo la corona en 2004 al ganar en cinco carreras (incluyendo los 500 km de Sandown) y subir al podio en ocho de trece. En ambos años, recibió la Medalla Barry Sheene por su personalidad y contribución a la categoría.
En 2005 Ambrose disputó las 24 Horas de Daytona de la Grand-Am Rolex Sports Car Series con un Porsche 911 tripulado también por otros dos pilotos del V8 Supercars, aunque tuvo que abandonar. Posteriormente consiguió dos victorias en el V8 Supercars y podios en siete de las trece carreras de la temporada 2005 en la que terminó tercero, por detrás de su compañero Ingall y de Craig Lowndes, también piloto de Ford.

## NASCAR

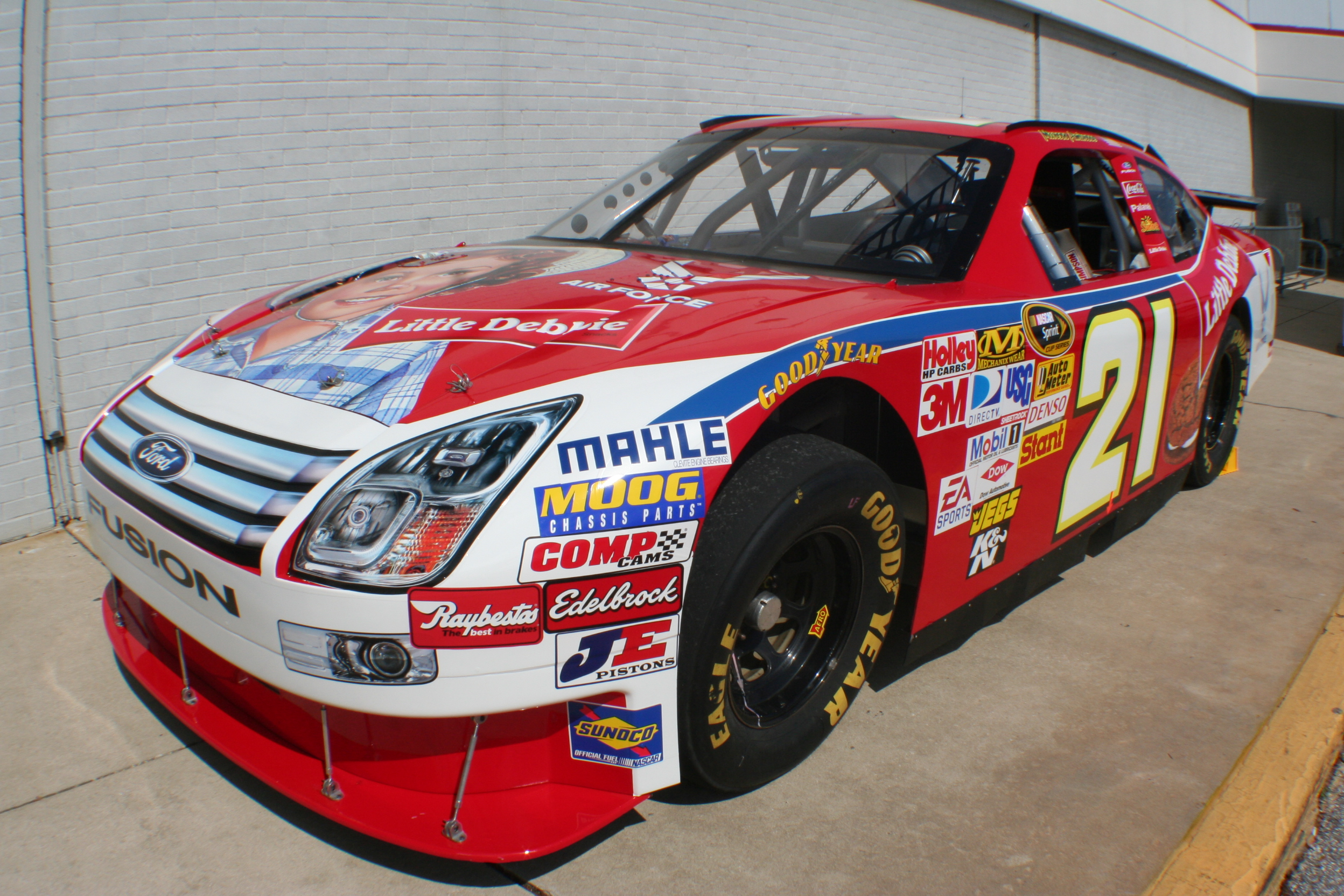
The Daredevil at Daytona during Speedweeks 2008Marcus Ambrose Little Debbie Ford Fusion

Fue su último año como piloto del V8 Supercars, ya que en 2006 se mudó a Estados Unidos para iniciar un proyecto en la NASCAR. Como primer paso para adaptarse a los óvalos, Ambrose disputó la NASCAR Truck Series a partir de la cuarta fecha al volante de una pickup Ford del equipo Wood Brothers/JTG. En 22 carreras logró dos terceros puestos, un séptimo y un décimo, además de una pole position. Con solamente dos abandonos por choques, el tasmaniano quedó 21º en el campeonato.
Ambrose progresó en 2007 a la NASCAR Nationwide Series, la segunda división de stock cars, nuevamente con un Ford de Wood Brothers/JTG. Acumuló seis top 10 en 35 carreras disputadas, con una pole position y un arribo en cuarta colocación en el óvalo de Memphis como mejor resultado. Finalizó la temporada octavo como segundo mejor novato. Asimismo, luego de un encontronazo con Robby Gordon en la fecha de Montreal, el estadounidense le ofreció correr en la fecha de Watkins Glen de la Copa NASCAR con un Ford de su propio equipo. Sin embargo, la tanda de clasificación se suspendió por lluvia y el piloto quedó fuera de la grilla de partida.
En 2008, Ambrose disputó nuevamente la NASCAR Nationwide Series, esta vez con un Ford del equipo JTG, ahora separado de Wood Brothers. Obtuvo seis top 10, destacándose una victoria en Watkins Glen, un segundo puesto en Motnreal y un tercero en México, los tres circuitos mixtos del calendario. De ese modo, quedó décimo en el clasificador final. El tasmaniano también disputó 11 carreras de la Copa NASCAR para los equipos JTG, Wood Brothers y Michael Waltrip, en este último caso con automóviles Toyota. Su único top 10 fue un tercer lugar en Wakins Glen, el día siguiente a su victoria en la Nationwide.
JTG Daugherty contrató a Ambrose para disputar la Copa NASCAR 2009 como titular, ahora con un Toyota. Sumó siete top 10, entre ellos un segundo puesto en la fecha de Watkins Glen y un tercero en Sears Point, pero también un tercero en el óvalo corto de Bristol y un cuarto en el superóvalo de Talladega. El piloto finalizó 18º en el campeonato. También disputó dos fechas de la NASCAR Nationwide Series en circuitos mixtos: venció en Watkins Glen y llegó segundo en Montreal, habiendo largado segundo y primero respectivamente. En Montreal también disputó la carrera de la Grand-Am Rolex Sports Car Series con un prototipo Dallara Ford para Doran junto a Carl Edwards. Edwards chocó el automóvil en la vuelta previa y debió abandonar; al día siguiente le arrebataría la victoria de la Nationwide en la última curva de la carrera.
Ambrose continuó como piloto de JTG Daugherty Racing en la Copa NASCAR 2010. Finalizó tercero en Watkins Glen, sexto en Sears Point y quinto en el óvalo de Richmond. Sin embargo, logró solamente otros dos top 10 en las 36 carreras del campeonato, de modo que quedó relegado al 26º puesto final. Nuevamente participó en las fechas de Watkins Glen y Montreal de la NASCAR Nationwide Series; logró la pole position en ambas y ganó en la carrera neoyorquina, pero abandonó en la canadiense. Por otra parte, disputó las 24 Horas de Dubái con una Ferrari F430 para AF Corse, contando entre sus compañeros de butaca a Michael Waltrip.
En 2011, Ambrose volvió a correr para la marca Ford, ahora en el equipo de Richard Petty. Obtuvo la victoria en Watkins Glen y terminó quinto en Sears Point, además de lograr otros top 5 en óvalos y un total de 12 top 10 en 36 carreras. De ese modo, culminó la temporada en el 19º lugar. Asimismo, obtuvo la victoria en la carrera de Montreal de la NASCAR Nationwide Series, también con un Ford de Petty.
El australiano ganó en la fecha de Watkins Glen de la Copa NASCAR 2012 y logró dos quintos puestos y dos pole positions. No obstante, al acumular solamente ocho arribos entre los primeros diez, finalizó 18º en el campeonato.
Ambrose logró la pole position en la fecha de Watkins Glen de la Copa NASCAR 2013, y el segundo lugar en la clasificación de Sears Point. Sin embargo, no logró ningún top 5, y apenas seis top 10, por lo que quedó relegado al 22º puesto de campeonato. En 2014, logró tres top 5 (incluyendo un segundo puesto en Watkins Glen) y 7 top 10, concluyendo 23º en el campeonato.

## Vuelta a los V8 Supercars
En 2015, Ambrose dejará la Copa NASCAR para volver al V8 Supercars Australiano donde pilotará un Ford Falcon FG del equipo de Dick Johnson y Roger Penske, DJR Team Penske. Sin embargo, luego de la primera fecha decidió dejar la butaca a Scott Pye para poder seguir adaptándose a la especialidad. Retornó como compañero de butaca de Scott Pye para las carreras de resistencia, resultando octavo en la primera carrera de Surfers Paradise.